# Ablai Cã
Ablai Cã (em catalão: Абылай хан; romaniz.: Ablai Khan) ou Uáli Alá Abu Almançor Cã (Wali-Allah Abul Mansur Khan, Turquestão, 23 de maio de 1711 – Tasquente, Uzbequistão, 23 de maio de 1781) foi um cã do Canato Cazaque, atual Cazaquistão e considerado um dos maiores governantes daquele país e um grande estrategista militar devido a suas conquistas. 

## Biografia
Nascido em 23 de maio de 1711 como Uáli Alá Abu Almançor Cã no Turquestão, até então capital do Canato Cazaque, foi um membro sênior da família real e descendente de Janibegue Cã. Seu pai era o príncipe Corquém Uáli. Ele cresceu no exílio e perdeu os pais aos treze anos de idade após uma conspiração de famílias rivais. Ele trabalhou como pastor do rebanho de Tole Bi e posteriormente nas terras de Dauleteguelbi Bei. Devido a sua pobreza e humildade recebeu o apelido desdenhoso de “Salabaque” (Mendigo). Mesmo com o apelido depreciativo, segundo alguns de seus contemporâneos ele era uma jovem com dignidade e humildade, sempre atendendo inclusive como nome pessoal o seu apelido “Salabaque” para não ser suspeito de ser filho de nobres. Na primeira metade do século XVIII o Cazaquistão passava por uma guerra contra zungares, na qual Ablai se destacou como um talentoso comandante militar, sendo apelidado de “Batir” (Herói) pelo povo.
A grande ambição de Ablai foi unificar o Cazaquistão como um estado forte e soberano, já que na época o país se encontrava divido em “juzes” e cada uma com seu soberano. Ablai passou metade de sua vida lutando para ser reconhecido como o único cã dos cazaques, porém teve a oposição de Abu-Mambete Cã, que governava o Juz Médio e tinha apoio da Rússia, enquanto Ablai tinha o apoio da China. Ablai sempre esteve contra a influência russa no país e nunca se submeteu, ao contrário de seu antecessor Abu Alcair Cã. Em 1771 ele finalmente foi reconhecido pelas tribos governantes como Cã do Canato Cazaque unificado. Pouco tempo depois a imperatriz russa Catarina II enviou uma carta á Petropalv e pediu pacificamente para Ablai se submeter ao Império Russo, em troca do reconhecimento internacional e preservação da independência do Cazaquistão. Entretanto Ablai nunca aceitou tal proposta, ao contrário de outros soberanos da Ásia Central e do Cáucaso que almejavam serem dependentes do Império Russo em troca de proteção e regalias.
Durante a guerra da China Chingue contra o Império Zungar, Ablai decidiu não tomar partido da guerra. Entretanto ele ofereceu asilo aos ex-governantes zungares Amursana e Dauachi após a fragmentação do Império. Pouco tempo depois Amursana iniciou uma rebelião contra o Império Chingue para recuperar o trono do Império Zungar. Ablai se recusou a entrega-lo e sempre o apoiou em sua empreitada. Posteriormente ele trairia Amursana e o entregaria aos chineses em troca da reconhecimento da China e da Rússia ao título de Ablai Cã como grande cã do Canato Cazaque. 
Em seus últimos anos ele liderou exércitos para conquistar o Canato de Cocande e o Quirguistão e mesmo que não tenha conquistado nenhum dos dois por completo, ainda conseguiu capturar algumas cidades como Tasquente, no atual Uzbequistão.
Ablai Cã faleceu em 1781 em Tasquente. Ele foi sepultado no Mausoléu de Coja Amade Iaçaui no Turquestão. Após sua morte o Cazaquistão voltou a se dividir e nunca mais se unificaria. 

## Legado
- Um de seus descendentes foi Chokan Valikhanov (1835 – 1865), considerado o pai da historiografia e etnografia do Cazaquistão.
- Uma das maiores universidades do Cazaquistão leva seu nome, a Universidade Cazaque Ablai Cã de Relações Internacionais e Línguas Mundiais, fundada em 1941.
- Em 1993, Ablai Cã foi o rosto do Tenge Cazaque, a moeda oficial do país. [3]
- Há uma marcha lenta composta pelo Serviço de Banda Militar do Cazaquistão que é uma homenagem á Ablai Cã.
- Em 2005 foi produzido um filme russo-cazaque sobre a vida de Ablai Cã, O Nômade que foi produzido por Milos Forman.